# استویان کیتوف
استویان کیتوف (بلغاری: Стоян Кирилов Китов؛ زادهٔ ۲۷ اوت ۱۹۳۸) یک بازیکن فوتبال در پست هافبک اهل بلغارستان است.

## تیم ملی
وی همچنین در تیم ملی فوتبال بلغارستان بازی کرده‌است.